# ジョージ・バロウズ
ジョージ・バロウズ（George Burroughs） (c. 1652年 – 1692年8月19日)は、セイラム魔女裁判おいてウィッチクラフトの容疑で処刑された唯一の教役者。

## 概要
アメリカ史上、牧師が悪魔の僕として起訴されたのはバロウズが唯一の例である。彼は債務に関する問題でパットナム家から疎まれていた。パットナム家の娘である12歳のアンは、バロウズを魔女術の罪で告発し、更に殺人罪でも告発した。バロウズは有罪判決を受けたが、決定的な証拠となったのは、彼に噛まれたと主張する少女らが見せた歯形だった。絞首台に上がった後もバロウズは自らの罪を否定し続け、主の祈りの句を淀みなく唱えた。罪人はこれを唱えられないと考えられていたため、見物人は大いに動揺したが、コットン・マザーは悪魔は光の天使に化けた時が最も危険であると主張して大衆を宥め、処刑が執行された。